# Hyperolius molleri
Espèce
Synonymes
- Rappia molleri Bedriaga, 1892
- Nesionixalus molleri (Bedriaga, 1892)

Statut de conservation UICN

 LC  : Préoccupation mineure
Hyperolius molleri est une espèce d'amphibiens de la famille des Hyperoliidae.

## Répartition
Cette espèce est endémique de São Tomé à Sao Tomé-et-Principe. Elle se rencontre entre 500 et 1 000 m d'altitude.

## Étymologie
Cette espèce est nommée en l'honneur d'Adolphe F. Moller (1842-1920).

## Publication originale
- Bedriaga, 1892 : Notes sur les amphibiens et reptiles recueillis par M. Adolphe F. Moller aux Iles de la Guinée. O Instituto, Coimbra, sér. 2, vol. 39, p. 642-648.